# 興安 (鈄爾格氏)
興安，鈄爾格氏，字子靜，號明軒，又號淸溪，行三，嘉慶己卯年七月初九日生，正紅旗䝉古松成佐領下由附生民籍中式乙卯科鄉試第158名舉人，咸豐九年己未科會試第58名，殿試第三甲第七十九名，欽點知縣。